# Zawadka (Wadowice)
Pour les articles homonymes, voir Zawadka.
Zawadka est une localité polonaise de la gmina et du powiat de Wadowice en voïvodie de Petite-Pologne.